# 1937 en Ontario
Chronologie de l'Ontario
- 1933
- 1934
- 1935
- 1936
- 1937
- 1938
- 1939
- 1940
- 1941

Cette page concerne des événements d'actualité qui se sont produits durant l'année 1937 dans la province canadienne de l'Ontario.

## Politique
- Premier ministre : Mitchell Hepburn (Parti libéral)
- Chef de l'Opposition: George Stewart Henry (Parti conservateur)
- Lieutenant-gouverneur: Herbert Alexander Bruce (en) puis Albert Edward Matthews (en)
- Législature: 19e (en) puis 20e (en)

## Événements

### Octobre
- 6 octobre : élection générale ontarienne. Mitchell Hepburn (libéral) est réélu premier ministre de l'Ontario.

## Naissances
- 2 mars : Joseph B. MacInnis (en), auteur et poète.
- 20 mars : Tommy Hunter (en), chanteur.
- 16 août : Ian Deans, député provincial de Wentworth (1967-1979) et député fédéral de Hamilton Mountain (1980-1986).
- 9 septembre : Jean Augustine, député fédéral d'Etobicoke—Lakeshore (1993-2006).
- 12 septembre : George Chuvalo, boxeur.
- 19 octobre : Marilyn Bell (en), nageur.
- 11 novembre : Stephen Lewis, chef du Nouveau Parti démocratique de l'Ontario.
- 12 novembre : Barbara McDougall, députée fédérale de St. Paul's (1984-1993).

## Décès
- 21 janvier : Marie Prevost, actrice (° 8 novembre 1896).
- 8 mars : Howie Morenz, joueur de hockey sur glace (° 21 septembre 1902).
- 10 juin : Robert Borden, premier ministre du Canada (° 26 juin 1854).
- 25 juillet : Charles Saunders, botaniste (° 2 février 1867).
- 21 novembre : Matthew Robert Blake (en), député fédéral de Winnipeg-Nord (1917-1921) (° 8 janvier 1876).